# Асеведо, Николь
Николь Жоселин Асеведо Тангарифе (исп. Nicole Jocelin Acevedo Tangarife, род. 15 октября 1994, Богота) — колумбийская регбистка, правый фланкер. Участница летних Олимпийских игр 2016 года, бронзовый призёр Панамериканских игр 2019 года, двукратная чемпионка Игр Центральной Америки и Карибского бассейна 2014 и 2018 годов.

## Биография
Николь Асеведо родилась 15 октября 1994 года в колумбийском городе Богота.
Играла в регби за «Аталантас» из Медельина.
Дважды выигрывала золотые медали Игр Центральной Америки и Карибского бассейна — в 2014 году в Веракрусе и в 2018 году в Барранкилье.
В 2015 году участвовала в Панамериканских играх в Торонто, где колумбийки заняли 5-е место в турнире по регби-7. В 2019 году завоевала бронзовую медаль Панамериканских игр в Лиме.
В 2016 году вошла в состав женской сборной Колумбии по регби-7 на летних Олимпийских играх в Рио-де-Жанейро, занявшей 12-е место. Провела 5 матчей, очков не набрала.

## Семья
Старшая сестра — Шерон Асеведо (род. 1993), колумбийская регбистка. В 2016 году также участвовала в летних Олимпийских играх в Рио-де-Жанейро.